# Metznerbund
Der Metznerbund war eine Künstlervereinigung der deutschsprachigen bildenden Künstler in der Tschechoslowakei. Er bestand von 1920 bis 1945 und war nach dem deutsch-böhmischen Bildhauer Franz Metzner (1870–1919) benannt.

## Geschichte
Die Künstlervereinigung Metznerbund wurde im März 1920 in Teplitz als Verein der deutschsprachigen bildenden Künstler gegründet, um die künstlerischen, gesellschaftlichen und sozialen Interessen der Künstler besser durchsetzen zu können.
Er diente bis 1945 auch der Identitätsbildung der deutschsprachigen Bevölkerung in Böhmen, Mähren und Schlesien, weil viele verschiedene Künstler auf den Ausstellungen ihre Werke zeigen konnten, allerdings mit unterschiedlicher Qualität.
Vor der Gründung gab es im Königreich Böhmen zwei Künstlergruppen, und zwar den „Verein deutscher bildender Künstler in Böhmen“ und der „Deutschböhmische Künstlerbund“.
Diese Vereine basierten auf nationaler und territorialer Zugehörigkeit und waren unabhängig vom Stil und der künstlerischen Ausrichtung ihrer Mitglieder. Sie waren oft untereinander zerstritten, organisierten aber Ausstellungen für ihre Mitglieder. Ab 1909 war der Bildhauer Franz Metzner (1870–1919) der Obmann des „Deutschböhmischen Künstlerbundes“. Eine entsprechende „Vereinigung deutschmährischer bildender Künstler“ war in Brünn entstanden.
Der Vorbereitungsausschuss der neuen Deutschböhmischen Künstlergenossenschaft hatte im Juli 1919 nach dem Tod von Franz Metzner einen Aufruf zur Versammlung aller deutschen Künstler in Böhmen verbreitet. Man hatte sich auf den Namen Metzner geeinigt, weil dieser als bedeutender deutschböhmischer Künstler in der Kunstszene zwischen Berlin und Wien, insbesondere durch seine Arbeiten am Völkerschlachtdenkmal in Leipzig international bekannt war.

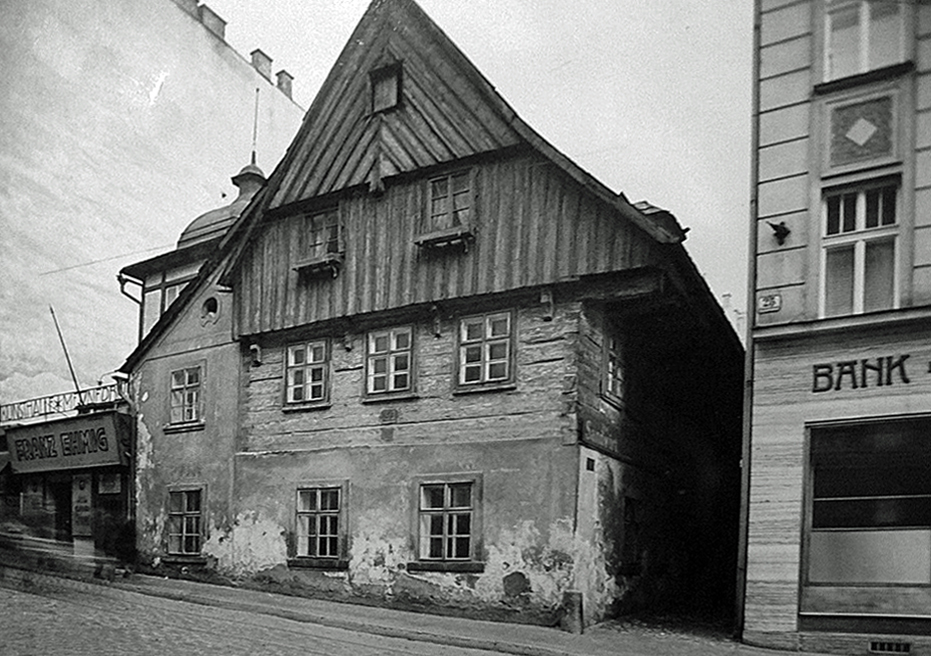
Ehemalige Kunsthalle des Metznerbundes in Reichenberg (links neben dem Gasthaus Zum Sandwirt), Schmücker-Straße 21, jetzt Brouk & Babka, Pražská

Der gesamtstaatliche Metznerbund gliederte sich in Kreise und zugehörige Ortsgruppen. Die Gründungskreise waren der Ostkreis mit Sitz in Reichenberg, der Kreis Teplitz, der Westkreis mit Sitz in Eger, der Kreis Prag und der Südkreis mit Sitz in Krumau. Ortsgruppen existierten z. B. für Prag, Reichenberg, Gablonz, Aussig, Teplitz und Karlsbad. Am aktivsten war der Metznerbund in Nordböhmen.
In Mähren-Schlesien bildeten sich nach kurzer Zeit drei Ortsgruppen in Brünn, Olmütz und Troppau.
Später blieben nur noch vier Kreisgruppen tätig: Nordböhmen mit Sitz in Reichenberg, Eger mit Sitz in Karlsbad, Elbland mit Sitz in Aussig und Mähren-Schlesien mit Sitz in Troppau.
In der Ersten Tschechoslowakischen Republik war der Metznerbund das Gegenstück zum tschechischen Verein bildender Künstler Mánes (Spolek výtvarných umělců Mánes), der 1887 gegründet worden war.
Als Sitz des Vereins wurde Reichenberg vorgeschlagen, weil dort auch die neue Deutsche Kunsthochschule entstehen sollte. Im Verein waren etwa 100 aktive bildende Künstler vertreten, von denen ein Viertel in Prag lebte.
Der Verein „sollte in seinen Kreisen und Ortsgruppen als große, über ganz Böhmen verzweigte Organisation alle deutschen Künstler und Kunstfreunde in dem einen Ziel vereinen: die Hebung der deutschen künstlerischen Kultur im Lande.“ (Zitat: Aussiger Tageblatt, 64, Nr. 86 vom 15. April 1920).
Der Vorsitzende des Metznerbundes in Reichenberg Karl Kerl, der die Sudetendeutsche Zeitschrift Kunst und Handwerk herausgab, schrieb 1937, diese könne „eine Plattform sein für den edlen Wettstreit der beiden Völker.“
Von der Vertreibung der Deutschen aus der Tschechoslowakei waren auch die Künstler betroffen, so dass sich der Metznerbund 1945 auflöste. Das Vermögen wurde eingezogen und die sogenannte Metznerbundsammlung auf Schloss Lämberg von der Sicherungskommission übernommen.
Nach 1945 wurden unter dem ersten Nachkriegsdirektor der Galerie Liberec, dem Grafiker Jaro Beran (1892–1962), zahlreiche Werke deutsch-böhmischer Künstler aus den Wohnungen der ehemaligen deutschen Bewohner geborgen und in der Galerie eingelagert, darunter insbesondere Arbeiten von Wenzel Franz Jäger, Richard Felgenhauer, Erwin Müller, Franz Gruss, Franz Urban. Franz Plischke und Richard Streit. Zahlreiche dieser Werke wurden in den 1960er und 1970er Jahren aus der Sammlung wieder entfernt und an den Antiquitätenhandel gegeben oder zerstört (meist Skulpturen).

### Vorsitzende
Der erste Vorsitzende des Gesamtvereins von 1920 bis 1923 war Karl Krattner, weitere Vorsitzende waren Franz Hartl ab 1930 und Wilhelm Srb-Schloßbauer von 1938 bis 1943.
- Vorsitzende der Ortsgruppe Aussig waren: Franz Josef Arnold ab 1920, danach Josef Vogt und Ernst Richter sowie Josef Patzak von 1928 bis 1938[6]
- Vorsitzende der Ortsgruppe Prag waren Julius Schmiedl ab 1920 und Fritz Kausek ab 1922
- Vorsitzende der Ortsgruppe Reichenberg waren: Anton Krapf, Oskar Rosenberger, Oskar Baudisch von 1926 bis 1933, Karl Kerl ab 1933 und Josef Jäger bis 1945
- Vorsitzende der Ortsgruppe Gablonz waren: Heinrich Strehblow ab 1920 und Dominik Brosick
- Vorsitzende der Ortsgruppe Olmütz waren: Rudolf Mather ab 1922, Oskar Heller ab 1925 und Karl Fischer ab 1931
- Vorsitzender der Ortsgruppe Karlsbad war Max Struppe ab 1930

### Ausstellungen
Ausstellungen des Metznerbundes fanden in Teplitz, Eger und Gablonz (1920), im Künstlerhaus in Brünn (1921), in Wien (1927), in Stuttgart und Mannheim (1930/31) und in Aussig (1930) statt, weitere wurden in Karlsbad (Ausstellungshalle am Goetheweg, 1930 und 1931), in Teplitz (1933), in Reichenberg (1933, 1936) und in Aussig (1940) durchgeführt. Die letzte Ausstellung (unter dem Motto „25 Jahre Metznerbund“) fand 1944 in Prag statt.

## Rezeption

### Ausstellungen zu Metznerbund-Künstlern in der Regionalgalerie Liberec
- 1994: Grafische Werke deutscher Autoren in Böhmen 1890–1938 aus den Sammlungen der Karlsbader Kunstgalerie[7]
- 1996: Alfred Justitz[8]
- 1997: Georg Kars[9]
- 2001/02: Augustin Brömse und Die Pilger[10]
- 2003: Josef Hegenbarth[11]
- 2006: Otto Th. W. Stein[12]
- 2013: Junge Löwen im Käfig - Kunstgruppen deutschsprachiger Künstler aus Böhmen, Mähren und Schlesien in der Zwischenkriegszeit[13]
- 2014: Erwin Müller[14]
- 2014: Mary Duras[15]
- 2016: Nach Sibirien! Deutsch-böhmische Künstler während des Ersten Weltkriegs an der Ostfront und in sibirischer Gefangenschaft[16]
- 2017: Metznerbund – die Geschichte eines Kunstvereins in Böhmen 1920–1945[17]
- 2019/20: Paul Gebauer[18]
- 2021 Galerie Jablonec und Hejnice: Wenzel Franz Jäger[19]

Durch das Projekt Der Metznerbund - „edler Wettstreit der beiden Völker“ konnte mit Hilfe der Czech Science Foundation die Geschichte des Kunstvereins von 2012 bis 2016 erforscht werden. Die Ergebnisse dieser Arbeiten wurden in zwei Ausstellungen 2013 und 2017 präsentiert.
Im Jahr 2013 wurde in der Ausstellung „Junge Löwen im Käfig“ (Mladí lvi v kleci) in der Regionalgalerie Liberec an Künstlergruppen deutschsprachiger Künstler aus Böhmen, Mähren und Schlesien in der Zwischenkriegszeit erinnert. Weitere Stationen dieser Ausstellung waren 2014 das Isergebirgs-Museum in Kaufbeuren-Neugablonz, die Galerie der bildenden Kunst in Cheb und die Kunstgalerie Karlovy Vary im Lustschloss Ostrov nad Ohří. Im Jahr 2017 wurde in der Regionalgalerie Liberec eine Ausstellung über den Metznerbund und seine Geschichte gezeigt.

## Mitglieder (Auswahl)
- Karl Krattner (1862–1926), Maler, erster Vorsitzender des Metznerbundes von 1920 bis 1923
- Franz Hartl, ab 1930 Vorsitzender des Metznerbundes
- Wilhelm Srb-Schloßbauer (1890–1972), Bildhauer, Vorsitzender des Metznerbundes von 1938 bis 1943
- Max Struppe (1894–1957), Kunstpädagoge, Organisator zahlreicher Kunstausstellungen des Metznerbunds[21]
- Franz Josef Arnold (1888–1962), Architekt und Stadtbaumeister, ab 1920 Vorsitzender des Metznerbundes in Aussig[22]
- Hugo Siegmüller (1889–1958), Maler, Grafiker (Landschaftsmalerei sowie Wintersportmotive) und Lehrer
- Oskar Baudisch (1893–1972), Vorsitzender des Metznerbundes in Reichenberg von 1926 bis 1933[23]
- Karl Kerl (1892–?), Architekt, Vorsitzender des Metznerbundes in Reichenberg ab 1933[24]
- Erwin Müller (1893–1978), Maler[25]
- Wenzel Franz Jäger (1861–1928), Maler
- Josef Reiner (1863–1931), Maler
- Karl Wilfert der Jüngere (1879–1932), Bildhauer
- Oskar Franz Dvořák (1899–1969), Maler
- Hermann Dietze (1900–1967), Maler
- Oswald von Krobshofer (1883–1960), Maler
- Erwin Görlach (1902–1974), Maler
- Johanna Meier-Michel (1876–1945), Bildhauerin
- Hans Thuma (1889–1968), Maler
- Heinrich Hönich (1873–1957), Maler
- August Brömse (1873–1925), Maler
- Emil Orlik (1870–1932), Maler
- Richard Teschner (1879–1948), Kunsthandwerker
- Ernst Neuschul (1895–1968), Maler
- Franz Thiele (1868–1945), Maler
- Robert Hemmrich (1871–1946), Architekt
- Eugenie Hauptmann (1865–1933), Malerin
- Alfred Kunft (1892–1961), Maler
- Alexander Pfohl (1894–1953), Maler
- Sidonie Springer (1878–1937), Malerin
- Rudolf Popper (1873–1967), Maler
- Rudolf Michalik (1901–1993), Maler[26]
- Alfred Wenzel (1900–1992), Architekt[27]
- Ernst Rücker (1890–?), Architekt[28]

Die einzelnen Metznerbund-Künstler lassen sich keiner einheitlichen Stilrichtung zuordnen. Allerdings waren zahlreiche deutsch-böhmische Künstler unter dem Einfluss der Akademien in Dresden, München und Berlin zur Stilrichtung Neue Sachlichkeit gelangt, z. B. Anton Bruder, Paul Gebauer, Fritz Kausek, Alfred Kunft, Erwin Müller, Ernest Neuschul, Ludwig Püschel, Richard Schrötter, Charlotte Schrötter-Radnitz, Herbert Seemann, Hans Thuma und Karl Vogel.
Ein umfangreiches Mitgliederverzeichnis wurde von Anna Habánová zusammengestellt.

## Weitere Kunstvereine und Künstlervereinigungen
Weitere Vereine findet man in der Liste der Künstlervereinigungen deutschsprachiger Künstler aus Böhmen, Mähren und Schlesien vor 1945.